# Stephanie Szostak
Pour les articles homonymes, voir Szostak.
Stephanie Szostak, née à Paris le 12 juin 1975, est une actrice franco-américaine.

## Biographie
Stéphanie Szostak grandit en banlieue de Paris. Elle déménage aux États-Unis pour y suivre des études supérieures, et obtient une licence de marketing au Collège de William et Mary à Williamsburg, en Virginie. Elle commence sa carrière au service marketing de Chanel à New York, et se fait proposer de poser comme mannequin pour une brochure interne. Elle commence une carrière de mannequin avant de se tourner vers le métier d'actrice, trois ans plus tard. Elle prend des cours de théâtre, ainsi que des cours de diction et d'accent.
En 2006, Szostak tourne dans Le Diable s'habille en Prada et Satellite pour lequel elle obtient un prix au Festival BendFilm. Elle apparaît ensuite dans des séries télévisées comme Les Soprano (2007) et New York, section criminelle (2009). En 2010, elle joue dans The Dinner, en 2011 dans Nouveau départ. En 2013, elle incarne une méchante dans Iron Man 3 et une femme romantique dans RIPD : Brigade fantôme. 
De 2018 à 2021, elle tient le rôle principal de la série A Million Little Things, de la 1re saison à la quatrième.

## Vie privée
Stéphanie Szostak réside dans les environs de New York avec son mari et ses deux fils. Elle soutient l'association Give an hour qui agit en faveur de la santé mentale, et donne des conférences de développement personnel.

## Filmographie

### Cinéma
- 2003 : Si' Laraby : Nadezhda
- 2004 : Zimove vesilya : Nina
- 2005 : Satellite : Ro
- 2006 : Cosa Bella : Delphine
- 2006 : Le diable s'habille en Prada : Jacqueline Follet
- 2007 : She Likes Girls
- 2008 : Eavesdrop : la femme française
- 2008 : Life in Flight : Alex
- 2008 : The Sexes : Florence Leaming
- 2008 : Letting Go : Estella
- 2009 : Four Single Fathers : Monique
- 2009 : The Good Heart : Sarah
- 2009 : Maman, mode d'emploi : Sandrine Dumas
- 2009 : How to Seduce Difficult Women : Gigi
- 2010 : Mon babysitter : Alice Marnier
- 2010 : Something Fun : Katy
- 2010 : The Dinner : Julie
- 2011 : Nouveau Départ : Katherine Mee
- 2013 : Gimme Shelter : Joanna Fitzpatrick
- 2013 : Iron Man 3 : Ellen Brandt
- 2013 : RIPD : Brigade fantôme : Julia
- 2014 : Hit by Lightning : Danita
- 2015 : Matters of the Heart
- 2016 : Half the Perfect World : Lydia

### Télévision
- 2006 : Les Soprano (saison 6, épisode 13)
- 2008 : New York, section criminelle (saison 8, épisodes 2 et 8) : Caroline Walters
- 2009 : Une aventure new-yorkaise : Marie
- 2010 : Lafayette: The Lost Hero : Adrienne de La Fayette
- 2014-2015 : Satisfaction : Grace Truman (série)
- 2016 : The Blacklist : Joséphine Molière (saison 3, épisode 13 : Allistair Pitt)
- 2017 : Girlfriends' Guide to Divorce : Collette (série)
- 2017 : Perfect Citizen (téléfilm) : Isabel Lang
- 2018-2023 : A Million Little Things : Delilah Dixon (série)
- 2018 : Bull (saison 2, épisode 12) : Annabelle Harper

## Distinctions
- Meilleure actrice, au Festival BendFilm (2005)